# Holy Dragons
Holy Dragons é uma banda do Cazaquistão, que mistura heavy metal tradicional e power metal. O grupo foi formado no ano de 1997 em Almati, no Cazaquistão, e é um dos mais conhecidos e produtivos grupos musicais do país, tendo lançado, até o final de 2010, vinte e dois trabalhos, entre singles, demos, EP e álbuns.

## História
O Holy Dragons surgiu no ano de 1997, formado pelos guitarristas Jürgen Thuderson e Chris Caine, tendo como vocalista Anders Kraft. No mesmo ano o Holy Dragons lançou seu primeiro trabalho, um single chamado "Enjoy The Storm/Wild Cat". Mostrando grande criatividade para compor, ainda em 1997 a banda lança uma demo chamada "Halloween Night" e os álbuns ‘’Dragon Steel’’ e ‘’Dragon´s Ballads’’. Embora, muitas vezes os títulos de álbuns e músicas da banda apareçam em inglês, mas todas as composições com vocalista Holger Komaroff eram cantadas em russo. No ano de 1998 o Holy Dragons lança um EP e uma demo, além de uma compilação com suas melhores músicas. Em 1999 é lançado o álbum ‘’House of the Wind’’ e em 2000 o álbum ‘’Thunder in the Night’’. Nos anos de 2003 e 2006 a banda lançou aqueles que são, respectivamente, seus álbuns mais bem recebidos pela crítica: ‘’Sumerki Bogov’’ (Crepúsculo dos Deuses) e ‘’Voshod Chyornoy Luny’’ (Surgindo a Lua Negra). Gradativamente, o Holy Dragons estabeleceu-se como uma das mais prolíficas e seminais bandas de heavy metal não apenas de seu país, mas de toda a Ásia Central. Em fins de 2010 o Holy Dragons estabelece-se como um quarteto e lança mais dois álbuns. As músicas da banda, sempre cantadas em cazaque, falam a respeito de temas fantasiosos, dragões e heavy metal, tendo como principais influências as bandas suecas Dream Evil e Hammerfall, a alemã Blind Guardian e as inglesas Judas Priest e Iron Maiden.

### Formação
Holy Dragons como uma banda foram formados em 1992 na cidade, então capital da Almati (em 1997, a atual cidade de Astana substituiu Almati como a capital do Cazaquistão). A data de criação bandas é considerado 11 de setembro de 1992, quando o guitarrista Jurgen Thunderson se reuniram o primeiro line-up com o cantor Oleg "Holger" Komaroff, a fim de fazer música no estilo de hard rock e heavy metal . Durante os primeiros anos, o grupo foi chamado de "Axcess", que mais tarde foi transformado em seu nome atual em 1997. Os participantes da primeira linha-up foram: Bulat Sadvakassov - lead guitar, Marat Sadvakassov - bateria e Roman "África" Cubashev (baixo). Sob este nome, a banda gravou várias fitas demo, que foram distribuídos principalmente através de re-gravação de uma fita para outra com um gravador entre frends. Axcess - "No Magic Kingdom" (1992), Axcess (pré-Holy Dragons) - "! Прыгни в Ад" ( "Ir para o Inferno") (1992), Axcess (pré-Holy Dragons) - "Дубовые Мозги" ( "Oaken Brains") (1993) - a maioria das músicas desde os primeiros demos depois entrou nos álbuns licenciados.
A banda começou estilisticamente experimentando em lotes de diferentes gêneros de metal e eles se tornaram uma das, se não a primeira banda de metal Cazaquistão tinha produzido. Desde aquela época, o line-up sofreu mudanças consideráveis com Thunderson permanecendo o único membro constante como fundador.

### "Axcess" anos (1992-1995)
Gradualmente, line-up foi mudado, Cubashev deixou a banda para fazer o seu próprio reggae -project "Люди Солнца" ( "Povo do Sol"). Ele foi substituído pelo baixista Denis Kozlov, tocando no baixo-guitarra e órgão eletrônico. Em meados de 1993, o pessoal existente se desfez. Jürgen continua sua carreira musical como parte de Izverg"(kaz), que desempenhou death metal naquela época, e em um blues-rock "Benn Gunn Band", e Holger se encontra na banda de heavy metal "Cerberus", onde, no entanto, sua participação foi ocasional, e ele começou a ser envolvido em seu próprio grupo de "Projeto Minstrel".
Em 1994, o grupo se reúne novamente, com novos recrutas Veniamin Polovinko - guitarra baixo e Slava Greechenco - bateria (ex- "Benn Gunn Band"), apoiado por Holger Komaroff. Dois meses após o início dos ensaios, o grupo gravou uma demo Axcess ensaio - "genocídio", que incluiu cinco faixas. Após a gravação da demo, performances ao vivo e participação em festivais de rock locais, no final de 1994 e início de 1995, o grupo se divide. Jürgen continua a trabalhar como parte do projeto "Heder", Holger vai para "Projeto Figaro". Greechenko e Polovinko - para "Gunn Banda Benn" e "Deathrack", respectivamente.

### Reforma (1995-1997)
Em meados de 1995, Jürgen decidiu reviver o grupo com um nome diferente. Contando com o apoio de uma guitarra conhecido sob o pseudónimo Chris "Thorheim" Caine (ex "GB-5", "Lamia"), o grupo recém-formada foi à procura de novos membros, assim como para o apoio dos membros anteriores de o grupo. Este período foi marcado por uma breve participação de Veniamin Polovinko, e depois Lekmar. Holger apareceu brevemente novamente apenas para desaparecer por alguns anos muito em breve. Havia um monte de bateristas de sessão e outros membros do grupo, indo e vindo naquele período.
Eventualmente, a primeira demonstração do álbum (sob o nome de "Holy Dragons"), 8 músicas demo "Halloween Night", foi gravado em 1996, que mais tarde foi desenvolvido em seu álbum de estréia,Steel Dragon em 1998.
Em 1997, com um pouco estável line-up (Anders "Caban" Kraft - vocais (ex-Beermaht, Santa Inquisição (kz)), Marina "Gill Sheffield" Mikhailova - guitarra baixo (ex- "Lamia", "GB-5" .., "Green Low"), o grupo torna-se conhecido como o Santo Dragons Sob esse nome a banda entra entra em estúdio para as primeiras gravações de estúdio e dá performances ao vivo Naquela época, a banda gravou o primeiro álbum licenciado - "Steel Dragon "(uma versão anterior do álbum, com vocais Anders Kraft), que foi lançado no Cazaquistão por 'studio Iris' no formato de fita. Ele levou a banda apenas 28 horas de tempo de estúdio. Para efeitos de promoção da banda apresentou dois mais faixas de sucesso do álbum na forma de um single, chamado "o gato selvagem".
A banda (embora o vocalista Anders "Caban" Kraft não foi muito aceita pelos ouvintes estrangeiros), mostrou heavy metal sólida sobre este álbum. Talvez tenha sido a primeira gravação completa de um álbum da banda de metal do Cazaquistão (exceto para registros de demonstração), que está disponível fora do país.
"Dragon Steel" tornou-se o primeiro e último lançamento para Anders "Caban" Kraft, o baixista Gill Sheffield eo baterista Simon, que foram substituídos por Daniel "Dan" Thorne, Steven Dreico e Seva sábado respectivamente. Mais tarde, os vocais para o álbum foram reescritos para a liberação formato de CD com um novo vocalista, que se tornou Daniel "Dan" Trono.

### O inglês-letras "clássico" line-up (1998-2001)
Enquanto isso, houve mudanças no line-up novamente. Não veio e, em seguida, deixou uma tecladista Konstantin Baev, em seguida, o vocalista Anders "Caban" deixa Kraft e cria uma banda "Tornado" (kaz) (mais tarde joins- "Seduser Abrace" como um baixista). A banda começa a procurar um novo vocalista e tem havido uma grande quantidade de pessoas, que passaram pela banda, pessoas como Tatiana "Gliuk" Gemashova e outros. Apesar das frequentes mudanças no line-up, a banda gravou uma demo "Cavaleiros do Kamelot" com Jurgen de vocais, muitas canções a partir do qual foram posteriormente substituídas nos álbuns a seguir, como "Thunder in the Night" e "Dia do Julgamento ". Logo após o término da gravação, Gill Sheffield esquerda, e em meados de julho 1998, veio Daniel "Dan" Trono - vocais (ex- "Wooсk") e Steven Dreico - bass guitar (ex- "Wooсk"). A banda substitui as linhas vocais no Dragão Steel (esta versão do álbum tornou-se uma compilação cassete "The Best"), lançado pelo Cazaquistão estúdio Fair Play em 1999. Em 2008, o álbum foi lançado pela CD rótulo russo "metalismo Records". Até o final do ano, o grupo foi acompanhado por Alex - (bateria, ex- "Deathrack").
O ano de 1999 foi mega-benefício para a banda. Em 1999 a banda deu um monte de performances ao vivo, estrelou o show de TV, escreveu meia hora de vídeo ao vivo para o programa de TV- "Cidade Jazz, City Blues", em seguida, gravou um álbum "baladas de rock / Dragon Ballads" - que consiste inteiramente de baladas, 8 músicas, algumas delas foram incluídas no álbum de compilação "The Best" e alguns deles foram também lançada como faixa bônus para as versões anteriores do edition CD de "Dia do Julgamento" e "Gotterdammerung", e uma pouco mais tarde - "Casa dos Ventos" (álbum, que é baseado nas canções compostas nos anos 90). "Baladas de rock / Dragon Ballads", gerou um videoclipe para a canção, "Tempo de Natal", e foi lançado de forma independente, como era seu terceiro álbum, "Casa dos Ventos", em 1999. Ele foi publicado em 2001 como parte de uma caixa de cassete set "Rage of the Dragon Lords". Mais tarde, em 2004 re-masterizado versão do álbum (2004, "Obitel Vetrov"), com o russo-letras vocais Holger Komaroff foi lançado em CD pela "metalismo Records" em cooperação com a "Soyuz Music" e "Metalagen". Toda essa atividade foi combinado com concertos e até mesmo trabalhar "no formato de clube." Também em 1999, a banda cria um site e coloca seu álbum mais frescos naquele tempo, "House Of The Winds" para download gratuito em formato MP-3.
Em 2000, "Thunder in the Night" foi gravado. Neste ponto, o baterista deixou a banda e Thunderson tratado ele mesmo tambores. Foi certamente uma representação muito mais polido da banda, com muito melhor obra de arte e uma lista de músicas mais curto de canções mais polido.
No mesmo ano Holy Dragons assinou um contrato com uma agência polaca PR, Dragonight Records para lançar seu quarto álbum, "Thunder in the Night" no CD e versões de fita, uma edição limitada. (Источник 3 - официальный сайт группы) Versão Mais tarde, em 2004 re-masterizado deste álbum (2004, "Polunochniy Grom") com russo-letras vocais Holger Komarov foi lançado em CD pela "metalismo Records" em cooperação com a "Soyuz Música "e "Metalagen". Os tambores do álbum foram gravadas por Jürgen Thunderson. O registro continha algum trabalho de produção sólida que representou um som muito mais clara do que alguns de seus trabalhos anteriores, que foi criado logo após o lançamento deste álbum através de um álbum de compilação intitulada, "Rage of the Dragon Lords", apenas o próximo ano.
O início de 2001 foi uma época de discórdia e incompreensão para a banda. Em vez do próximo álbum, a banda gravou um russo-letras single "Strannik Zvezd" e em parte Inglês-letras demo "Warlock", que se torna o último trabalho de Daniel Trono como vocalista. Apesar do sucesso local, uma compilação "Rage of the Dragon Lords" emitidos pelo cazaque estúdio Fair Play, que foi uma caixa com que incluiu álbuns "House of the Winds", "Thunder In The Night" eo single "Strannik Zvezd ", foi impossível parar o colapso da banda. Em dezembro de 22d em 2001, Daniel "Dan" Trono e Steven Dreico deixar a banda. Resumidamente Jurgen chega ao microfone e um novo membro bass guitar vem, Muha Fly (guitarra baixo, backing vocals, ex- "Cruz de Ferro" (kaz)) - mas não melhorou a situação.
Nesse mesmo ano, um EP, "Warlock" foi lançado antes de seu próximo álbum, "Dia do Julgamento", gravado em 2002, sendo lançado em Janeiro de 2003.

### Russo-letras line-up. "A era Komaroff" (2002-2009)
Logo Muha Fly deixa o grupo. A todo 2002, o resto da banda permaneceu ocupado trabalhando no próximo álbum. Os fundamentos deste trabalho consistiu nas faixas re-escrita do "Halloween Night", "Cavaleiros do Kamelot", "Warlock", e algum material novo.
"Dia do Julgamento" marcou o início do período de língua russa na história da banda e também viu a estréia do novo vocalista idade, Holger Komaroff, bem como o seu primeiro full length como um trio, após a saída de Steven Dreico, embora segundo guitarrista Chris Caine permaneceu.
Até o final do verão um novo baixista Joines Chris "Kuzmitch" Larson a banda (sendo o membro da "Fox preto" (kaz)) eo novo-velho cantor Oleg "Holger" Komaroff. O primeiro ensaio da nova line-up é realizada em setembro de 16 e já um mês mais tarde, o grupo envia os materiais de álbuns com a gravadora recém-formado Moscou "metalismo Records", que decidiu lançar o álbum, juntamente com o "gigante "da indústria da música russa 'Soyuz music'. Em 2003 CD aparece nas prateleiras, e em 2006 a segunda edição do álbum com a arte nova, re-mistura e re- digitais dominando com 20 páginas livreto foi lançado.
O trabalho sobre o material musical estava em pleno andamento na versão russa do material antigo e novas canções. No início de 2003, há uma mudança de bateristas e o grupo foi acompanhado por Yurii Morev (sendo o membro da "Phoenix" (kaz)). A banda gravou o álbum com o título original em alemão "Gotterdammerung" (conhecido também sob o nome de "Sumerki Bogov" ( "Crepúsculo dos Deuses"), o rótulo traduziu o título do álbum, sem informar a banda sobre it.The álbum foi lançado no mesmo ano em "metalismo Records" em cooperação com a "Soyuz Music" como CD-formato. em 2005, foi re-lançado com a nova arte digital e re-masterização com 20 páginas livreto. o trabalho continua. em no mesmo ano, 2003, a banda gravou três versões em Inglês das músicas do álbum "Gotterdammerung" - que compõem um público-demo single chamado "Blood of Elves", mas por causa da reação do Inglês de língua para uma . sotaque muito forte de Holger, esta atividade foi interrompida Nesse mesmo ano, o grupo participou do primeiro na coleção Cazaquistão CD dedicado à cena local rock - "Underground KZ", pt.1 - em 2003, com as músicas "Blood de Elfos" e 'Crepúsculo dos Deuses'.
Em 31 de outubro de 2004 "metalismo Registros" em cooperação com a "Soyuz Music" e "MetalAgen" lança dois CDs da banda "Obitel Vetrov" e "Polunochniy Grom" - a versão em língua russa dos álbuns de 1999 e 2000 - "House Of Ventos" e "Thunder in the Night", respectivamente. A banda começou a gravar seu próximo álbum, mas apesar de estúdio ativo e trabalho concerto, mesmo a nível regional, em 28 de Outubro de 2004, Morev e Larsson deixou a banda.
Em 2005 marcou o status de não-concerto do grupo eo lançamento do álbum "Wolves of Odin" (lançado pelos "metalismo Records") no estilo de metal 80 velocidade-. Apenas em 2006, o -up linha completa foi formada quando a banda foi acompanhado por Anton Repalo e Andrey Evseenko (ambos - ex- "Otrajenie"). No mesmo ano, "metalismo Records" lança outro álbum, um conceitual "Black Moon Rising". A canção "Tengri", do álbum foi incluído na coleção da revista "AV Salon" - "Ognivo: Russian Acessos metal” A banda gravou uma demo para a música 'Wolves of Odin' com Kriss Blackburn, vocalista do grupo sueco. "VII Portões" Durante o próximo ano, a banda estava ocupado gravando o álbum "Labirint Illyuziy” ( “o Labirinto da Ilusão '), que saiu em 2007 nas tradicionais 'metalismo Registros', desta vez -. juntamente com a' Idade de som Rec. ".
Em 7 de janeiro de 2009, o próximo álbum "Jelezniy Rassudok" ( "Mente de Ferro") saiu no início, na forma de liberação gratuito à Internet, e um pouco mais tarde - em 20 de abril de 2009 - em formato de CD na etiqueta "metalismo Registros ". Logo baixista Andrey Evseenko deixou a banda e até o final do vocalista ano Holger Komarov também deixou a banda. Holger s atualmente ocupado com o seu one-man-projeto "Oko / Rokolo".
Após o próximo álbum "Mente do ferro" quando Holger Komaroff tomou a decisão de demitir-se como vocalista da banda e com sua saída do período russo-letras é finalizada, e a banda voltou para as letras em inglês.

### Banda virtual (2009-2012) e "Projeto Holy Dragons" (2009-2011)
Depois da partida de Holger a banda convertido em um projeto de estúdio. O grupo voltou para o formato Inglês-letras. Uma pessoa, escondendo-se sob um pseudónimo O Zerstörer, executou as funções de um cantor e bass-guitarrista, que fez sua estréia de gravação com a banda no álbum, fugitivo 12 . O segundo semestre de 2009 eo início de 2010 marcou trabalho de estúdio ativo, o que resultou em dois lançamentos em 2010. Ele também gravou vocais para "Zerstorer - Os capítulos III Guerra Mundial" - um álbum conceitual dedicada aos mistérios da Guerra Fria e o confronto nuclear das superpotências. O álbum foi como uma versão livre Internet como um resultado desta associação virtual.
Este era para ser a sua libertação final com Holy Dragons, e pelo final de 2010 Tne Zerstörer foi substituído por Ian Breeg, um associado de Rhapsody of Fire e Blind Guardian membros, Oliver e Alex Holzwarth ( Holzwarth Irmãos ), que também era um membro de Brutal Godz e Hammerforce bandas.
A banda retirou a palavra "projeto" de seu nome e voltou para o seu nome original. Versão com Ian Breeg vocais é lançado no outono de 2012 em formato CD pela gravadora Europeia Pitch Black Records. O álbum é vendido através de uma rede de distribuição de Nuclear Blast e outros rótulos.
No mesmo ano, depois de terminar a gravação instrumental do próximo próximo álbum Dragão Inferno , Jürgen criado um projeto solo eletrônico espaço instrumental rock-ambiente "The Heepnotizer", também disponível para download gratuito.
Mas, Breeg registrou apenas um álbum completo com a banda, que foi intitulado Zerstorer (e dois singles: "Majestic 12" e "três formas de genocídio"), após o que foi substituído por Alexander Kuligin, que fez sua estréia de gravação com a banda em "Dragon Inferno" (2014).
No primeiro semestre de 2012, o baixista Ivan Manchenko se juntou à banda. A banda começou os ensaios ativa do novo programa de concerto e finalizou o trabalho nas gravações de vocais para Dragon Inferno. Os problemas surgem para o álbum já gravado, prevista para o Outono de 2013. Este calendário é arruinado por causa de desentendimentos com Ian Breeg. Ian Breeg deixa o grupo, o grupo tem para substituir as faixas vocais do álbum Dragão Inferno com vocalistas convidados. Logo o lugar perto do microfone foi feita pelo Alexandr Kuligin com base regular, no entanto, todos no mesmo formato "virtual". O álbum foi lançado na mesma etiqueta, Pitch Black Records, com o apoio de outros rótulos.

### H-Dragons (2013) -
Em 2013, a banda criou algumas músicas laterais-projeto- H-DRAGÕES, o guitarrista Jürgen Thunderson compostas e se tornou um vocalista para este projeto. H-DRAGONS inicialmente centrado na audiência de língua russa, a distribuição on-line e a distribuição gratuita de seus registros. Em 6 de agosto de 2013 H-DRAGONS apresentou seu single de estreia "Realidade Subjetiva" na forma de uma linha de formatos de libertação FLAC sem distribuídas, MP3. Em 2014 a banda lançou quatro singles - "Sinister Piper", "Personagens do sono Maldito", "desdentado Lobo" e "vazio".

### Com Alexandr Kuligin (2014 -)
Em outubro de 2014, etiqueta Chipre Pitch Black Registros lança um novo álbum chamado "Dragão Inferno". Neste álbum, a banda fez uma aposta na experimentação com vocais - além de o cantor principal Alexander Kuligin, este álbum também contou com dois vocalistas de sessão, Sergey Zubkov e Artemiy Ryabovol. O álbum tem 11 faixas, quatro dos quais foram publicados em singles "Majestic 12" e "Três Formas de genocídio" em 2012, com vocais de Ian Breeg.
liberação de Santo dragão 2014 foi premiado com "release Cazaquistão do ano" pela Global metal Apocalypse blog e foi incluído para compilação global do metal Apocalypse GMA HQ 2014, com "Black Moon Rising" pista.
Em 2015 (como um formato on-line livre de distribuição) não foi publicado um cinco-canção EP "Dragon Inferno Outtakes", que incluiu as versões rejeitadas das canções do álbum "Dragon Inferno".
No final de 2015 a banda participa da TRIBUTE russo-linguagem para HELLOWEEN projeto por internet portal MASTERSLAND.COM e uma sci-fi escritor Valentin Lezhenda (co-autor do popular série de livros STALKER , Metro 2033 e habitada ilha , apresentando uma versão cover de Helloween música 's Ride the Sky (versão em russo - "V Nebesa"). no dia 31 de outubro, a faixa é lançada como single gratuito à Internet, incluindo tanto - o russo e as versões em língua inglesa.
O início de 2016 viu Holy Dragons abrir uma TRIBUTE russo-linguagem para RAGE com RAGE cover "Enviado por the Devil", que é MASTERSLAND.COM projeto em conjunto com o escritor Valentin Lezhenda .
Em 15 de abril de 2016, a banda lançou um novo álbum sob o nome "Civilizator" via Afastamento Black Records . O álbum foi lançado como um CD e digitalmente.
Alexander Kuligin continua a trabalhar com a banda em seu mais novo álbum, em breve. Além disso, para que a liberação da banda está atualmente trabalhando no estúdio, gravando um novo material para ainda mais liberação.

## Integrantes
Em dezembro de 2019 faziam parte da banda os seguintes integrantes:
- Chris “Thorheim” Caine – guitarrista; vocalista;
- Jürgen Thuderson – guitarrista, tecladista, back vocal e baixista;
- Ivan Manchenko – baixista;
- Anton Repalo – baterista.

## Ex-integrantes
Vocalistas
- Anders Kraft;
- Daniel Thorne;
- Holger Komarov;
- The Zerstorer;
- Ian Breeg (Dmitriy Yanovskiy);
- Alexandr Kuligin

Baixistas
- Gil Sheffield;
- Steven Dreico;
- Muha Fly;
- Chris Larson;
- Andrey Evseenko;
- The Zerstorer

Bateristas
- Simon “Sam”;
- Seva Sabbath;
- Yurii Morev

## Discografia
- Enjoy the Storm / Wild Cat (single) – 1997;
- Halloween Night (demo) – 1997;
- Dragon Steel (álbum) – 1997;
- Dragon´s Ballads (álbum) – 1997;
- Knights of Camelot (EP) – 1998;
- Knights of Camelot (demo) – 1998;
- Dragon Steel (demo) – 1998;
- The Best (compilação) – 1998;
- House of The Winds (álbum) – 1999;
- Thunder in the Night (álbum) – 2000;
- Rage of Dragon Lord (caixa) – 2001;
- Strannik Zvezd (single) – 2001;
- Warlock (demo) – 2001;
- Sudniy Den’ (Dia de Julgamento; álbum) – 2003;
- Sumerki Bogov (Crepúsculo dos Deuses; álbum) – 2003;
- Obitel Vetrov (álbum) – 2004;
- Polunochniy Grom (álbum) – 2004;
- Blod Of Elves (EP) – 2005;
- Volki Odina (Lobos de Odin; álbum) – 2005;
- Voshod Chyornoy Luny (Surgimento da Lua Negra; álbum) – 2006;
- Labirint Illyuziy (Labirinto de Ilusões; álbum) – 2007;
- OGNIVO: Russian Metal Hits - Tengri (compilação) – 2007;
- Железный Рассудоk / Iron Mind (álbum) – 2009;
- Zerstörer - The Chapters of the III World War. History Ghost. Part One. (álbum) – 2010;
- Runaway 12 (álbum) – 2010;
- Zerstörer (álbum) – 2012;
- Pitch Black Records: 5 years of metal 2008-2013 (Project A119 song) (compilação) – 2013;
- Majestic 12 (single) – 2013;
- Global Metal Apocalypse compilation GMA HQ 2014 ("Black Moon Rising" song) (compilação) – 2014;
- Dragon Inferno (álbum) – 2014;
- Dragon Inferno Outtakes (EP) – 2015;
- Ride the Sky (Helloween cover) (single) – 2015;
- Sent by the Devil (Rage cover) (single) – 2015;
- Russian Helloween Tribute — 2015 ("Ride The Sky"); (compilação) – 2015;
- Civilizator (álbum) – 2016;
- Unholy and Saints (álbum) – 2019;

## Ligações Externas
- http://www.truemetal.org/holydragons/